# Nurosaurus
Genre
Espèce
Nurosaurus (signifiant « lézard de Nur ») est le nom informel d'un genre de dinosaures sauropodes du Crétacé retrouvé en Mongolie-Intérieure. Il est d'une taille estimée à 25 mètres de long pour une masse d'environ 22,7 tonnes. L'espèce type, N. qaganensis, a été proposée par Dong en 1992. Elle est basée sur des fossiles ayant été exposés sous divers noms.
Le genre est possiblement lié à Camarasaurus.
Nurosaurus est connu sous plusieurs autres appellations dont l'une des plus répandues est Nuoerosaurus (Dong et Li, 1991). Le nom spécifique a également été déformé en qaganensis et chaganensis.